# ダニエラ・ルーア
ダニエラ・ルーア（Daniela Ruah、1983年12月2日 - ）は、アメリカ合衆国の女優。

## 略歴
マサチューセッツ州ボストン生まれ。両親はポルトガル生まれで、父親は医師の仕事に就いていた。
ポルトガルの学校に通い、16歳で初めて演技を経験した。18歳でイギリスのロンドンに移住し、ロンドン・メトロポリタン大学のパフォーミング・アーツではファーストクラスの栄誉に輝いた。2007年にニューヨークへ移住。
2009年より人気テレビシリーズ『NCIS 〜ネイビー犯罪捜査班』のスピンオフ作品『NCIS:LA 〜極秘潜入捜査班』にケンジー・ブライ役で出演し、人気を博している。

### プライベート
2014年にエリック・クリスチャン・オルセンの兄、デイビット・ポール・オルセンと結婚し2人の子供をもうける。

## 出演作品
- NCIS:LA 〜極秘潜入捜査班（ケンジー・ブライ）
- HAWAII FIVE-0 シーズン2（ケンジー・ブライ）
- NCIS 〜ネイビー犯罪捜査班 シーズン6（ケンジー・ブライ）